# Бирюковка (Костанайская область)
Бирюковка (каз. Бирюков) — село в Алтынсаринском районе Костанайской области Казахстана. Входит в состав Убаганского сельского округа. Код КАТО — 393257200.

## География
Село находится примерно в 10 км к северо-востоку от районного центра села Убаганское. В 5 км к северо-западу находится болото Шаматай, в 8 км к северо-востоку от села  озеро Байжаракколь.

## История
До 5 апреля 2013 года село входило в состав упразднённого Силантьевского сельского округа.

## Население
В 1999 году население села составляло 285 человек (139 мужчин и 146 женщин). По данным переписи 2009 года, в селе проживало 138 человек (84 мужчины и 54 женщины).